# كارتر جيفرسون
كارتر جيفرسون (بالإنجليزية: Carter Jefferson)‏ هو عازف ساكسفون أمريكي، ولد في 30 نوفمبر 1945 في واشنطن العاصمة في الولايات المتحدة، وتوفي في 9 ديسمبر 1993.

## وصلات خارجية
- كارتر جيفرسون على موقع ميوزك برينز (الإنجليزية)
- كارتر جيفرسون على موقع أول ميوزيك (الإنجليزية)
- كارتر جيفرسون على موقع ديسكوغز (الإنجليزية)